# Списак алтернативних рок музичара

## 0-9
- !!! (Chk Chk Chk)
- 1990's, The
- 3 Days Grace
- 30 Seconds to Mars

## А
- АФИ (A Fire Inside)
- The All-American Rejects
- Angels and Airwaves
- Arcade Fire
- Arctic Monkeys
- Audioslave
- Авенгед Севенфолд

## Б
- Babyshambles
- Björk
- Били Талент
- Black Rebel Motorcycle Club
- Блок Парти
- Blue October
- Blur
- Brand New Heavies
- Bullet For My Valentine

## В
- Версус
- Vines

## Г
- Goo Goo Dolls
- Горилаз
- Грин деј

## Д
- Dashboard Confessional
- Depeche Mode

## Е
- Еванесенс

## И
- Incubus

## Ј
- Jimmy Eat World
- Јелоукард
- Јеа Јеа Јеас

## К
- Касабијан
- Kaiser Chiefs
- Клаксонс
- Kleš
- Кортни Лав

## Л
- Lifehouse

## М
- Максимо Парк
- Manic Street Preachers
- Mew
- Motion City Soundtrack
- Muse
- My Chemical Romance

## Н
- Nine Inch Nails
- Нирвана

## О
- Оејзис
- Ok Го

## П
- Panic! at the Disco
- Прл Џем
- Пенивајз
- Плацебо
- The Pogues

## Р
- Radiohead
- Rage Against the Machine
- Рејзорлајт
- Ред Хот Чили Пеперс
- Р. Е. М.

## С
- The Smiths
- Snow Patrol
- SUM 41
- Stone Sour
- Строукс

## Т
- Taking Back Sunday
- Twenty One Pilots

## У
- U-2

## Ф
- Faithless
- Further Seems Forever
- Fall Out Boy
- Франц Фердинанд (бенд)
- Foo Fighters

## Х
- Hole